# Lautaro Torres
Lautaro Gabriel Torres (Buenos Aires, Argentina; 28 de septiembre de 1996) es un futbolista argentino que se desempeña como volante central en Sacachispas de la Primera B de Argentina.

## Trayectoria

### Ferro
En la temporada 2016 tuvo su debut ingresando como titular en el partido entre Almagro - Ferro Carril Oeste el 12 de junio del 2016 por la Primera B Nacional, partido que termina ganando Ferro Carril Oeste con goles de Leandro Díaz, y dos goles de Sebastián Darío Navarro, jugó la totalidad de dicho partido.
En dicho año firma su primer contrato profesional de cara al inicio de la temporada 2016/17.
De cara al Campeonato de Primera B Nacional 2017-18 sigue siendo una pieza clave del equipo, disputa un total de 22 partidos con 2 goles en un total de 1846 minutos en los que recibió 4 tarjetas amarillas.
En la siguiente temporada continuó en el club para disputar Campeonato de Primera B Nacional 2018-19 disputando 19 partidos con 3 goles en 1460 minutos, recibiendo un total de 4 tarjetas amarillas.
En el Campeonato de Primera Nacional 2019-20 disputó 14 partidos sin llegar a convertir goles y sin recibir tarjetas amarillas, en las 4 temporadas que estuvo como titular del club de Caballito se volvió una pieza fundamental.

### Patronato
Llega al club a préstamo para disputar el Campeonato de Primera División 2019-20, siendo esta su primer experiencia en la Primera División de Argentina, firma contrato hasta junio del 2021. En su primer torneo disputa 6 partidos y marca un gol.
De cara al 2020 sigue integrando el plantel que disputará la Copa de la Superliga 2020, siendo que la misma termina siendo cancelada por el Covid. En total llegó a disputar 12 partidos sin convertir goles.
Tras disputar la Copa de la Liga Profesional 2021 comienza a despedirse del club dado que se le vencía el contrato en junio del 2021. En dicho certamen disputó 4 partidos marcando un gol a Boca Juniors.

### Central Córdoba
Firma con el club de Santiago del Estero hasta el 31 de diciembre del 2022, siendo que disputará el Campeonato de Primera División 2021, siendo que termina jugando solo 4 partidos sin convertir goles y analizando la posibilidad de volver a Patronato o seguir su carrera en otro club.

### Ferro
Se confirma el retorno al club de Caballito al rescindir de forma anticipada su préstamo, al principio no sería tenido en cuenta por Manuel Fernández, pero tras su renuncia y la asunción de la dupla Tobías Kohan - Juan Branda, comenzó a tener un mayor rodaje en el Campeonato de Primera Nacional 2022 convirtiéndose en una pieza clave del mediocampo compartido con Nicolás Gómez y Claudio Mosca.

### Los Andes
En enero de 2024 es anunciado su fichaje por Los Andes de la Primera B por un año. El 17 noviembre del mismo año, fue despedido del equipo, luego de que un día antes de la final del Campeonato de Primera B 2024, jugó con un nombre falso en la Copa Potrero.

## Estadísticas
Actualizado al 15 de agosto de 2025

| Ferro Carril Oeste Argentina | 2.ª           | 2016          | 2   | 0 | 0  | 0 | — | — | 2   | 0  | 0    |
| Ferro Carril Oeste Argentina | 2.ª           | 2016-17       | 34  | 1 | 1  | 0 | — | — | 35  | 1  | 0.03 |
| Ferro Carril Oeste Argentina | 2.ª           | 2017-18       | 22  | 2 | 0  | 0 | — | — | 22  | 2  | 0.09 |
| Ferro Carril Oeste Argentina | 2.ª           | 2018-19       | 19  | 3 | 0  | 0 | — | — | 19  | 3  | 0.16 |
| Ferro Carril Oeste Argentina | 2.ª           | 2019-20       | 14  | 0 | 0  | 0 | — | — | 14  | 0  | 0    |
| Ferro Carril Oeste Argentina | Total         | Total         | 92  | 6 | 1  | 0 | 0 | 0 | 93  | 6  | 0.06 |
| Patronato Argentina | 1.ª           | 2019-20       | 6   | 1 | 0  | 0 | — | — | 6   | 1  | 0.17 |
| Patronato Argentina | 1.ª           | 2020          | 0   | 0 | 12 | 0 | — | — | 12  | 0  | 0    |
| Patronato Argentina | 1.ª           | 2021          | 0   | 0 | 4  | 1 | — | — | 4   | 1  | 0.25 |
| Patronato Argentina | Total         | Total         | 6   | 1 | 16 | 1 | 0 | 0 | 23  | 2  | 0.09 |
| Central Córdoba Argentina | 1.ª           | 2021          | 4   | 0 | 0  | 0 | — | — | 4   | 0  | 0    |
| Central Córdoba Argentina | Total         | Total         | 4   | 0 | 0  | 0 | 0 | 0 | 4   | 0  | 0    |
| Ferro Carril Oeste Argentina | 2.ª           | 2022          | 25  | 0 | 2  | 0 | — | — | 27  | 0  | 0    |
| Ferro Carril Oeste Argentina | Total         | Total         | 25  | 0 | 2  | 0 | 0 | 0 | 27  | 0  | 0    |
| Ferro Carril Oeste Argentina | Total Ferro   | Total Ferro   | 117 | 6 | 3  | 0 | 0 | 0 | 120 | 6  | 0.05 |
| Quilmes Argentina | 2.ª           | 2023          | 10  | 0 | —  | — | — | — | 10  | 0  | 0    |
| Quilmes Argentina | Total         | Total         | 10  | 0 | 0  | 0 | 0 | 0 | 10  | 0  | 0    |
| Los Andes Argentina | 3.ª           | 2024          | 36  | 2 | 1  | 0 | — | — | 37  | 2  | 0.05 |
| Los Andes Argentina | Total         | Total         | 36  | 2 | 1  | 0 | — | — | 37  | 2  | 0.05 |
| Colegiales Argentina | 2.ª           | 2025          | 5   | 0 | 0  | 0 | — | — | 5   | 0  | 0    |
| Colegiales Argentina | Total         | Total         | 5   | 0 | 0  | 0 | — | — | 5   | 0  | 0    |
| Sacachispas Argentina | 3.ª           | 2025          | 6   | 0 | —  | — | — | — | 6   | 0  | 0    |
| Sacachispas Argentina | Total         | Total         | 6   | 0 | —  | — | — | — | 6   | 0  | 0    |
| Total carrera | Total carrera | Total carrera | 184 | 9 | 20 | 1 | 0 | 0 | 204 | 10 | 0.05 |
| (1) La copa nacional se refiere a la Copa Argentina y Supercopa Argentina . (2) La copa internacional se refiere a la Copa Sudamericana, Recopa Sudamericana, Copa Libertadores y Copa Suruga Bank. |               |               |     |   |    |   |   |   |     |    |      |